# Șoldănești
Şoldăneşti es una localidad de Moldavia, en el distrito (Raión) de Şoldăneşti.
Se encuentra a una altitud de 151 m sobre el nivel del mar. 

## Demografía
Según estimación 2010 contaba con una población de 5 473 habitantes.